# Reebok
Reebok és una empresa americana de calçat atlètic, indumentària, i accessoris. Actualment és filial d'Adidas. L'empresa, fundada el 1895, s'anomenaven originalment Mercury Sports però es va rebatejar com a Reebok el 1960. Els fundadors de l'empresa foren Joe Foster i Jeff Foster.

## Història
Va començar a la Gran Bretanya en els anys 90 del segle xix. En aquell temps, Joseph William Foster era un dels primers a fabricar sabates d'atletisme en punta (per exemple, sabates per a golf). La societat J.W. Foster fabricava totes les seves sabates a mà i va adquirir una clientela d'atletes internacionals, subministrant sobretot sabates portades en els Jocs olímpics de París.
El 1958, els dos nets de la societat la reanomenen Reebok, nom que recorda el d'una varietat d'antílop sud-africà, el rhebok. El 1979, la societat es llança a l'assalt del mercat nord-americà venent sabates per a curses a un preu mai vist: 60 dòlars.
El 1982 va ser la primera a produir un model de bamba exclusivament femení.
És el 1989 que el sistema d'aire comprimit coneix la seva hora de glòria. La societat millora el producte permetent inflar-se o desinflar-se dels coixins d'aire a la sabata.
Llavors, estén la seva activitat a altres esports. Cap a finals dels anys 90, s'introdueix també en el padrinatge d'esportistes d'alt nivell, a Venus Williams, la campiona de tennis. El 2000, signa un acord de col·laboració amb la NFL i amb l'NBA el 2001.
El 2004, es compra les marques equipament d'hoquei sobre gel CCM, Jofa i Koho, fent-se un dels gegant de la indústria de l'hoquei i competidor principal de Nike. També es fa el proveïdor oficial de les samarretes per als equips de la Lliga Nacional d'Hoquei.
El 3 d'agost del 2005, per una OPA amistosa de 3,8 mil milions de dòlars, Adidas anuncia la compra d'aquesta multinacional.